# Octodiceras berterii
Octodiceras berterii là một loài Rêu trong họ Fissidentaceae. Loài này được (Mont.) A. Jaeger mô tả khoa học đầu tiên năm 1876.